# Обуе
Обуе (фр. Auboué) насеље је и општина у североисточној Француској у региону Лорена, у департману Мерт и Мозел која припада префектури Брије.
По подацима из 2011. године у општини је живело 2579 становника, а густина насељености је износила 568,06 становника/km². Општина се простире на површини од 4,54 km². Налази се на средњој надморској висини од 185 метара (максималној 266 m, а минималној 177 m).

## Демографија
| 1962. | 1968. | 1975. | 1982. | 1990. | 1999. | 2011. |
| ----- | ----- | ----- | ----- | ----- | ----- | ----- |
| 4.884 | 4.934 | 4.223 | 3.604 | 3.192 | 2.807 | 2.579 |

График промене броја становника у току последњих година